# Caliciu
Caliciul reprezintă învelișul extern al unei flori, fiind alcătuit din totalitatea sepalelor acelei flori. 

## Clasificare
- După modul de unire a sepalelor
  - dialisepal (cu sepale libere)
  - gamosepal (cu sepale concrescute)

- După dispunerea sepalelor
  - cu sepalele dispuse pe un singur ciclu
  - cu sepalele dispuse pe două cicluri; cercul intern alcătuiește caliciul propriu-zis, iar cel extern alcătuiește paracaliciul (calicul)

- După simetrie
  - cu simetrie actinomorfă sau radiala - *
  - cu simetrie zigomorfă sau bilaterala - %

- După culoare
  - sepaloid (foliaceu)
  - petaloid

- După formă
  - tubulos
  - globulos
  - urceolat
  - infundibuliform
  - în formă de perișori

- După durată
  - caduc
  - persistent

## Etimologie
Din latină cálix, -icis = cupă, pahar.